# Соломонов, Герман Петрович
Ге́рман Петро́вич Соломо́нов (1940—2004) — советский боксёр, представитель второй средней весовой категории. Выступал на всесоюзном уровне на всём протяжении 1960-х годов, чемпион СССР, бронзовый призёр советского национального первенства. На соревнованиях представлял Советскую Армию и город Ленинград, мастер спорта СССР.

## Биография
Герман Соломонов родился в 1940 году. Проживал в Ленинграде, был рабочим на заводе. Занимался боксом в ленинградской команде СКА, проходил подготовку под руководством тренера В. М. Крутова.
Впервые заявил о себе ещё в 1960 году, став бронзовым призёром молодёжного первенства СССР по боксу, прошедшего в Алма-Ате. Участник чемпионата СССР 1961 года в Москве.
Первого серьёзного успеха на взрослом всесоюзном уровне добился в сезоне 1962 года, когда выступил на чемпионате СССР в Киеве и в зачёте второй средней весовой категории завоевал награду бронзового достоинства — на стадии полуфиналов был остановлен представителем Московской области Алексеем Киселёвым.
В 1964 году выполнил норматив мастера спорта СССР по боксу.
В 1966 году Соломонов боксировал на чемпионате СССР в Москве и на сей раз одолел всех своих соперников по турнирной сетке во втором среднем весе, в том числе взял верх над Н. Рогачёвым в финале, и стал таким образом новым чемпионом страны.
Умер в 2004 году.